# 드림 (드라마)
《드림》은 2009년 7월 27일부터 2009년 9월 29일까지 방송되었던 SBS 월화 드라마로 당초 22부작으로 편성되었으나 SBS의 가을 편성 개편으로 2009년 9월 29일 20부작으로 끝으로 종영하였다.
대부분 장면이 부산광역시에서 촬영되었다.
한편, 해당 프로그램의 후속 프로그램 《천사의 유혹》은 MBC 월화 드라마 《선덕여왕》을 피하기 위해 오후 8시 50분으로 늦췄으며 본 프로그램을 통해 SBS 오후 8시 시간대 월화 드라마 프로그램이 재개되었고 《천사의 유혹》부터 《파라다이스 목장》까지 오후 8시 시간대 월화 드라마 프로그램으로 편성되었다.

## 제작진
- 각본 - 정형수
- 프로듀서 - 김정아, 정연수, 최준환, 오광희, 김두진
- 연출 - 백수찬
- 음악 - 최완희, 이해준

## 등장 인물

### 주요 인물
- 주진모 - 남제일 역 : 국내 굴지의 스포츠 에이전시 소속의 Top 에이전트. 일명 '제리'. 한때 강경탁의 직속수하로 활동했지만 그의 밑에서 탈퇴하고 부산으로 내려가 드림체육관에 입성하여 장석의 에이전트 겸 대표를 맡고 있으며 경탁의 야욕에 맞서려는 불굴의 성격을 가졌다.
- 손담비 - 박소연 역 : 박병삼 관장의 둘째 딸. 태보 강사. 부산 모 대학 스포츠과학과 대학원생. 드림체육관 조교로 활동하고 있으며 제일과는 해수욕장에서 처음 만났지만 제일로부터 태도가 무례하다며 지적받은 계기로 악연을 맺었다가 나중에는 제일에게 은근히 관심을 보이고 있다.
- 김범 - 이장석 역 : 소매치기 전과 소년원 출신의 종합격투기 선수. 일명 '짱돌'. 한때 부산 뒷골목 소매치기로 활동했다가 제일의 요청으로 드림체육관에 들어가 격투기 선수로 활동하였다. 반항적이고 직선적인 성격이지만 소연에게 은근히 마음을 두고 있다.
- 박상원 - 강경탁 역 : 아시아 최고의 스포츠 에이전트 회사 WSG의 사장. 명석한 두뇌로 온갖 수단과 방법을 가리지 않는 때로는 냉철하고 철저한 성격의 인물. 한때 제일의 상관이었지만 제일과 사실상 악연 및 적대 관계로 이어졌다.
- 최여진 - 장수진 역 : 국내 종합격투기 중계권을 독점하고 있는 TV 방송사의 프로듀서. 30대 젊은 여성 PD이며 제일과 경탁 사이를 가리지 않고 거래를 이어가는 중개인 역할도 한다.

### F.F. 010 격투단
- 줄리엔 강 : 다비드 역
- 현우 : 이종격투기 선수 역
- 청림 : 이종격투기 선수 역
- 마르코 : 이종격투기 선수 역
- 배정남

### 주변 인물
- 오달수 - 이영출 역 : 장석의 아버지이지만 오히려 장석에게는 타인 취급을 받고 있는 인물.
- 이기영 - 박병삼 역 : 드림체육관 관장이자 소연의 아버지. 경탁과는 악연 관계.
- 김웅 - 맹도필 역 : 한때 드림체육관에서 활동했으나 후에 강경탁에 의해 그의 밑으로 들어간 격투기 선수.
- 유연석 - 노철중 역 : 강경탁의 WSG 소속 격투기 선수이며 아버지는 전직 파이터.
- 이아현 - 정금자 역 : 광팔의 아내이자 병삼의 처제,소연의 이모이며 소연 어머니의 동생이다.
- 박남현 - 고광팔 역 : 금자의 남편이자 병삼의 동서로 드림체육관에서 병삼을 돕고 있다.
- 고창석 - 빨대 역 : 부산에서 사채업자 노릇을 하는 인물로 영출과 같이 행동하고 있다. 빨대파 보스.
- 홍아름 - 송유리 역 : 장석을 죽도록 좋아하고 있지만 장석이 소연에게 마음을 두자 소연을 적대시한다.
- 이소정 - 제시카 역 : 동양계 혼혈 여성으로 경탁의 파트너.
- 이훈 - 박정철 역 : 한때 제일이 스카웃했었지만 장석에 의해 중상을 입어서 결국 데뷔 자리를 장석에게 내주게 되었다.
- 유혜정 - 김삼순 역 : 꽃미남 격투단 여성 대표. 영출이 은근히 마음에 두고 있다.
- 김형범 : 오 실장 역
- 조재윤 : 갈치 역
- 이종석 - 학원생 역

### 그 외 인물
- 조세희
- 민준호

### 특별 출연
- 레미 본야스키 : 레미 본야스키 역 (1회)
- 원기준 - 장대식 역 (1회) : K리그 득점왕 선수로 밀질러 남제일을 협박하게 된다.
- 연정훈 - 강기창 역 (1회) : 국민 타자 선수로 돈보다 명예로 택하며, 그 자리에서 은퇴했다.
- 정은표 - 주 기자 역 (1 ~ 2회)

## 지원, 협조
- 제작 지원 - 부산광역시청
- 제작 협조 - 부산광역시 기장군청
- 장소 협조 - 부산광역시 기장군